# Hannibal TV
Hannibal TV (en árabe: قناة حنبعل) es la primera cadena de televisión privada que se fundó en Túnez. 

## Historia
En 2003 el gobierno tunecino dio luz verde a la creación de cadenas privadas de radio y televisión. La primera televisión privada por satélite fue "Hannibal TV", abierta el 13 de febrero del 2005 en Túnez.  El director (2006) es Larbi Nasra. Emite en idioma árabe por los satélites Arabsat 3A (26.0°E) y Nilesat 102 (7.0°W).